# Sprachtechnologie
Die Sprachtechnologie setzt die theoretischen Forschungsergebnisse der sprachorientierten Grundlagenforschung in praxisgerechte und technologisch verwertbare Anwendungen um.
Zu den Applikationen zählen etwa Spracherkenner, Übersetzungssysteme, Fahrgastinformationssysteme, Kontexttechnik (Auswertung des Inhalts elektronischer Dokumente), Diktiersysteme, Internet-Suchmaschinen, Rechtschreibprüfung, Volltextsuche und Expertensysteme. Die theoretischen Grundlagen liefern die sprachbezogenen Bereiche der Künstlichen Intelligenz und die Computerlinguistik/linguistische Datenverarbeitung.